# Czarna Białostocka (gemeente)
De gemeente Czarna Białostocka is een stad- en landgemeente in het Poolse woiwodschap Podlachië, in powiat Białostocki.
De zetel van de gemeente is in Czarna Białostocka.
Op 30 juni 2004 telde de gemeente 11 654 inwoners.

## Oppervlakte gegevens
In 2002 bedroeg de totale oppervlakte van gemeente Czarna Białostocka 206,54 km², waarvan:
- agrarisch gebied: 19%
- bossen: 74%

De gemeente beslaat 6,92% van de totale oppervlakte van de powiat.

## Demografie
Stand op 30 juni 2004:
| Omschrijving                   | Totaal | Totaal | Vrouwen | Vrouwen | Mannen | Mannen |
| ------------------------------ | ------ | ------ | ------- | ------- | ------ | ------ |
| eenheid                        | aantal | %      | aantal  | %       | aantal | %      |
| inwoners                       | 11 654 | 100    | 6020    | 51,7    | 5634   | 48,3   |
| bevolkingsdichtheid (inw./km²) | 56,4   | 56,4   | 29,1    | 29,1    | 27,3   | 27,3   |

In 2002 bedroeg het gemiddelde inkomen per inwoner 1099,79 zł.

## Plaatsen
Brzozówka Koronna, Brzozówka Strzelecka, Brzozówka Ziemiańska, Budzisk, Burczak, Chmielnik, Czarna Białostocka, Czarna Wieś Kościelna, Czumażówka, Dworzysk, Horodnianka, Hutki, Jesienicha, Jezierzysk, Karczmisko, Klimki, Kosmaty Borek, Krzyżyki, Lacka Buda, Łapczyn, Łazarz, Machnacz, Niemczyn, Ogóły, Oleszkowo, Osierodek, Ośrodek, Podbrzozówka, Podratowiec, Podzamczysk, Ponure, Przewalanka, Ratowiec, Rogoziński Most, Ruda Rzeczka, Rudnia, Straż, Wilcza Jama, Wólka Ratowiecka, Zamczysk, Zdroje, Złota Wieś, Złotoria.

## Aangrenzende gemeenten
Dobrzyniewo Duże, Janów, Jasionówka, Knyszyn, Korycin, Sokółka, Supraśl, Wasilków